# Mound Station
Mound Station – wioska w USA, w stanie Illinois, w hrabstwie Brown. Według spisu z 2000 roku wioskę zamieszkuje 127 osób.

## Geografia
Wioska zajmuje powierzchnię 1,3 km², całość stanowi ląd.

## Demografia
Według spisu z 2000 roku wioskę zamieszkuje 127 osób skupionych w 50 gospodarstwach domowych, tworzących 36 rodzin. Gęstość zaludnienia wynosi 94,3 osoby/km². W wiosce znajdują się 64 budynki mieszkalne, a ich gęstość występowania wynosi 47,5 mieszkania/km². Wioskę zamieszkuje 99,21% ludności białej oraz 0,79% ludności wywodzącej się z dwóch lub więcej ras.
W wiosce są 50 gospodarstwa domowe, w których 36% stanowią dzieci poniżej 18 roku życia żyjące z rodzicami, 66% stanowią małżeństwa, 2% stanowią kobiety nie posiadające męża oraz 28% stanowią osoby samotne. 24% wszystkich gospodarstw domowych składa się z jednej osoby oraz 16% żyjących samotnie ma powyżej 65 roku życia. Średnia wielkość gospodarstwa domowego wynosi 2,54 osoby, natomiast rodziny 3 osoby. 
Przedział wiekowy kształtuje się następująco: 28,3% stanowią osoby poniżej 18 roku życia, 5,5% stanowią osoby pomiędzy 18 a 24 rokiem życia, 26,8% stanowią osoby pomiędzy 25 a 44 rokiem życia, 20,5% stanowią osoby pomiędzy 45 a 64 rokiem życia oraz 18,9% stanowią osoby powyżej 65 roku życia.   Średni wiek wynosi 39 lat. Na każde 100 kobiet przypada 89,6 mężczyzn. Na każde 100 kobiet powyżej 18 roku życia przypada 97,8 mężczyzn.
Średni dochód dla gospodarstwa domowego wynosi 46 250 dolarów, a dla rodziny wynosi 52 813 dolarów. Dochody mężczyzn wynoszą średnio 25 694 dolarów, a kobiet 17 000 dolarów. Średni dochód na osobę w mieście wynosi 17 413 dolarów. Około 7,3% rodzin i 7,8% populacji miasta żyje poniżej minimum socjalnego, z czego 7,7% jest poniżej 18 roku życia i 1,8% powyżej 65 roku życia.